# Hester Knibbe
Hester Knibbe (Harderwijk, 6 januari 1946) is een Nederlandse dichteres. Zij woont sinds 1972 in Rotterdam. Haar werk is diverse malen bekroond.

## Biografie
Knibbe beheerde als klinisch-farmaceutisch analiste lange tijd het laboratorium van een ziekenhuisapotheek.
In 1982 debuteerde ze met Tussen gebaren en woorden. Daarna verscheen van haar een tiental dichtbundels. Haar werk is in 2000 bekroond met de Herman Gorterprijs. Daarnaast ontving ze twee oeuvre-prijzen, de Anna Blaman Prijs (2001) en de A. Roland Holst-Penning (2009). In 2015 kreeg ze de VSB Poëzieprijs voor haar dichtbundel Archaïsch de dieren. Ook in 1994 werd Knibbe  genomineerd voor deze prijs.
Knibbe publiceerde in literaire tijdschriften als Raster, De Gids, De Revisor, De Tweede Ronde, Tirade en Maatstaf. Ze was te gast op diverse poëziefestivals in binnen- en buitenland. Haar gedichten zijn vertaald in het Engels, Frans, Duits, Spaans, Turks en Hebreeuws.
Van 2008 tot 2010 was ze voorzitter van de Nederlandse afdeling van de internationale schrijversorganisatie PEN. In 2015 en 2016 was ze stadsdichter van Rotterdam.
Recente publicaties van Hester Knibbe zijn: De buigzaamheid van steen (2005), Bedrieglijke dagen (2008), Het hebben van schaduw (2011) en Archaïsch de dieren (2014) en Inzake dit huis (2020).
Bij haar vaste uitgever De Arbeiderspers verscheen in 2009 ook de bloemlezing Oogsteen, een keuze uit haar dichtbundels van de afgelopen drie decennia. Het titelgedicht Oogsteen won korte tijd later de Gedichtendagprijs 2010. "En het werd om te blozen zo warm in haar zomer", een regel uit dit gedicht, kreeg massaal verspreiding in het Nederlands uitgaansleven als "Boomerang-freecard".

## Thema's
Belangrijke thema’s in het werk van Hester Knibbe zijn de vergankelijkheid, het verlies van een kind en, aldus het juryrapport van de Herman Gorterprijs bij verschijning van haar bundel Antidood, bovenal “het besef dat van al wat is uiteindelijk slechts een verhaal overblijft”.
Uit dit juryrapport: "Haar gedichten worden gekenmerkt door eigenzinnige observaties. Ze kijkt naast het algemene om het bijzondere te zien, legt nieuwe, onverwachte verbanden en toont een diepgaande interesse in vroegere culturen." En: "Vaak lijkt ze haar eigen wezen te verkennen via de vereenzelviging. Zo kan ze mythische figuren in de eerste persoon laten spreken over hun wel en wee, maar ook een tuin, een rivier of duinpan tot bekentenissen brengen."
De jury van de A. Roland Holst-Penning prees Knibbe in 2009 om bronnen voor haar poëzie die mede lijken te wortelen in Zuid-Europa: "Klassieke beeldhouw- en bouwkunst, goden en halfgoden wekken aandacht voor het duurzame dat in zijn breekbaarheid gezicht geeft aan het vergankelijke. Die paradox staat in een groot aantal van haar verzen centraal."

## Werken
- Tussen gebaren en woorden (1982)
- Meisje in badpak (1992)
- Een hemd van vlees (1994, nominatie VSB Poëzieprijs)
- Een bittere navel (1997)
- Een dunne duurzaamheid  (1999)
- Mijn onverwisselbare kop (2001, verschenen t.g.v. de Anna Blamanprijs)
- Verstoorde grond (2002)
- De buigzaamheid van steen (2005)
- Bedrieglijke dagen (2008)
- Oogsteen (2009, een keuze uit de gedichten 1982-2008)
- Het hebben van schaduw (2011)
- Archaïsch de dieren (2014, bekroond met VSB Poëzieprijs 2015)
- Hungerpots (een selectie van de gedichten vertaald in het Engels)
- Oogsteen (2016, een keuze uit de gedichten 1982-2016)
- As, vuur (2017, nominatie Paul Snoekprijs, Herman de Coninckprijs en KANTL-prijs)
- Inzake dit huis (2020)
- Binnen in de aarde is een berg (2024, nominatie Herman de Coninckprijs)
- Barcode van stilte (2025)

## Bibliofiele uitgaven
- Antidood (1999, Herik)
- Lichtjaren (2004, Perfect Service)
- Zwerfmotief (2006, Slibreeks, Zeeland)
- Caran d'Ache. Met een houtgravure van Peter Lazarov (2007)
- Siciliaanse zangen, 2012, Azul Press)
- Er is altijd (2013, Atalanta Pers)
- Leeftocht (2015, gedichtendialoog met Miriam Van hee, Atalanta Pers)
- Vierkant (2016, Atalanta Pers)
- Stadsgedichten (2017, Stadsdichterschap 2015-2017)
- Onder velen (2018, Banholt)
- Handschrift (2019, Atalanta Pers)
- De stilte van o(2022, Atalanta Pers)
- Er staat te gebeuren (2023, Gedichtenweek-geschenk met Miriam Van hee)
- In de marge (2025, Atalanta Pers)

## Literaire prijzen
- 2000: Herman Gorterprijs voor de bundel Antidood
- 2001: Anna Blaman Prijs, oeuvre
- 2009: A. Roland Holst-Penning, oeuvre
- 2010: Gedichtendagprijs, voor het gedicht Oogsteen
- 2015: VSB Poëzieprijs, voor de bundel Archaïsch de dieren[3]